# الكدام (لحج)
الكدام هي إحدى قرى الجمهورية اليمنية. وهي تتبع جغرافيًا لمحافظة لحج. وإداريًا لمديرية تبن. يبلغ تعداد سكانها 1731 نسمة حسب الإحصاء الذي جرى عام 2004.